# Суперпозиція
Суперпози́ція (англ. superposition, нім. Superposition f) — це:
1. Підставляння функцій у функцію або замінних величин у функцію.
2. Накладання двох фізичних величин, тобто їхня об'єднана дія, якщо вони взаємно не впливають одна на одну. При цьому векторні характеристики додаються геометрично, а після розходження поля існують незалежно одна від одної. .

Суперпозиція — лінійна комбінація складових полів. Окремий випадок суперпозиції хвиль — інтерференція їх (суперпозиція хвиль із різними частотами). У лінійних середовищах хвилі з різними частотами можуть розповсюджуватися незалежно, не впливаючи одна на одну, а тому їхня дія є сумою (суперпозицією) дій окремих хвиль. У випадку близьких частот суперпозиція може зумовлювати утворення биття.
Одна з основних засад квантової механіки — принцип суперпозиції.
Принцип суперпозиції у фізиці та прикладних науках: результуючий ефект від декількох незалежних впливів, тобто сума ефектів, які зумовлюються кожною дією окремо. Принцип суперпозиції справедливий для систем і полів, які описуються лінійними рівняннями. Найчастіше трапляється у механіці, квантовій механіці, теорії коливань і хвиль, теорії фізичних полів.